# Krzysztof Piskorski
Krzysztof Piskorski (ur. 5 lipca 1982) – polski pisarz, autor fantastyki, twórca gier fabularnych i planszowych, publicysta. Dwukrotny laureat nagrody im. Janusza A. Zajdla.

## Życiorys
Studiował archeologię oraz informatykę. Debiutował artykułami związanymi z grami fabularnymi w magazynach „Magia i Miecz” oraz „Portal”. Otrzymał branżową nagrodę Quentina, a w 2003 roku opublikował grę fabularną Władcy Losu wydaną w serii „Nowej Fali” przez wydawnictwo Portal.
Debiutował literacko w 2004 roku, na łamach „Nowej Fantastyki”, a swoje opowiadania publikował również w czasopismach „Science Fiction”, „Magazyn Fantastyczny” oraz w antologiach.
Jego debiutem książkowym jest opublikowana w 2005 powieść Wygnaniec, pierwszy tom trylogii, w której stworzył oryginalny świat fantasy inspirowany tradycyjną kulturą Półwyspu Arabskiego. Pochodzący z 2007 zbiór Poczet dziwów miejskich sięgał z kolei do lokalnego wrocławskiego kolorytu. Kolejna powieść, dwutomowa Zadra, osadzona w okresie wojen napoleońskich, przyniosła Piskorskiemu w roku 2009 pierwszą nominację do nagrody Zajdla oraz nagrody im. Żuławskiego. Wydana w 2011 roku Krawędź czasu została ponownie nominowana do obu nagród, zaś opublikowany w 2013 Cienioryt przyniósł Piskorskiemu pierwszego Zajdla oraz Złote Wyróżnienie Żuławskiego.
Od 2017 roku twórca fabularnych gier planszowych, takich jak Tainted Grail: the Fall of Avalon, ISS: Vanguard czy Tainted Grail: Kings of Ruin.
Pracował także jako dziennikarz magazynu komputerowego „CHIP” oraz tłumacz.
Członek Stowarzyszenia Pisarzy Polskich.

## Życie prywatne
Przez pewien czas mieszkał w Moskwie i Belfaście. Obecnie mieszka we Wrocławiu. Żonaty, ma dwie córki.

## Steampunkw twórczości Piskorskiego
Jednym z dość widocznych nurtów w twórczości Piskorskiego jest inspiracja wiekiem pary. W środowisku polskich autorów jest postrzegany jako specjalista od steampunku. Steampunkowy charakter ma zarówno Zadra, jak i Czterdzieści i cztery, choć Świat Etheru, w którym toczy się akcja obu powieści, bazuje na energii próżni, a nie pary. Autor stworzył także opowiadanie Małpiarnia, które ukazało się w dostępnej za darmo antologii Ostatni Dzień Pary oraz powieść Krawędź czasu, także utrzymane w stylistce steampunkowej. Nawet jego Cienioryt ma pewne elementy typowe dla steampunku: pojawia się w niej pewna technologia nie oparta na elektronice.

## Nagrody
- W roku 2001 za tekst Krzyk Kamienia otrzymał nagrodę Quentina[12] za najlepszy scenariusz do gry fabularnej.
- W roku 2009 za pierwszy tom powieści Zadra nominowany do nagrody im. Janusza A. Zajdla oraz laureat Złotego Wyróżnienia nagrody im. Jerzego Żuławskiego.
- Na Euroconie 2009 otrzymał nagrodę Europejskiego Stowarzyszenia Science Fiction (ESFS) dla najbardziej obiecującego młodego twórcy – Encouragement Award[13].
- W roku 2012 za powieść Krawędź czasu nominowany do nagrody im. Janusza A. Zajdla oraz nagrody im. Jerzego Żuławskiego.
- W roku 2014 za powieść Cienioryt otrzymał nagrodę im. Janusza A. Zajdla (w kategorii powieść) oraz Złote Wyróżnienie nagrody im. Jerzego Żuławskiego[14].
- W roku 2017 za powieść Czterdzieści i cztery otrzymał nagrody im. Zajdla oraz im. Żuławskiego[15][16].

## Twórczość
Trylogia Opowieść piasków
1. Wygnaniec (Runa 2005)
2. Najemnik (Runa 2006)
3. Prorok (Runa 2007)

### Powieści
- Poczet dziwów miejskich (Fabryka Słów 2007)
- Zadra, tom 1 (Runa 2008)
- Zadra, tom 2 (Runa 2009)
- Krawędź czasu (Runa 2011)
- Cienioryt (Wydawnictwo Literackie 2013)
- Czterdzieści i cztery (Wydawnictwo Literackie 2016)

### Opowiadania
- Krach operacji: Niebiańskie zastępy (Magazyn Fantastyczny, nr 3/2004)
- Chatka (Magazyn Fantastyczny, nr 4/2004)
- Ładunek (Science Fiction, nr 6/2004)
- Na wczoraj (Fantastyka – wydanie specjalne, nr 1/2004)
- Powędrować do Tel'Amman (Science Fiction 51, sierpień 2005)
- Duch gór (Magazyn Fantastyczny nr 6/2005)
- Eksperyment (antologia Przejście, Copernicus Corporation 2005)
- Dar dla Cesarza (antologia Księga Smoków, Runa 2006)
- Na skalnym ostańcu (antologia A.D.XIII, tom 2, Fabryka Słów 2007)
- Złamani. (antologia Księga Strachu, tom 1, Runa 2007)
- Drugi obraz spod piramid (Science Fiction, nr 41, marzec 2009)
- Jad (Science Fiction, nr 48, październik 2010)
- Celnik z Dover (Nowa Fantastyka, nr 12/2010)
- Przepowiednia madame de La Croix (publikacja sieciowa; Serwis Poltergeist, 2011-04-08)[17]
- Prawo losu (antologia Księga wojny, 2011)[18]
- Trzynaście interwałów Iorri  (antologia Głos Lema, Powergraph 2011)
- Małpiarnia (antologia Ostatni Dzień Pary, Solaris 2013)[19]

## Gry

### Gry planszowe[20]
- This War of Mine: The Board Game (2017) - Writer
- The Edge: Dawnfall (2018) - Designer, Lead Writer
- Tainted Grail: The Fall of Avalon (2019) - Designer, Lead Writer
- ISS Vanguard (2022) - Designer, Lead Writer
- Tainted Grail: Kings of Ruin (2024) - Designer, Lead Writer